# Merihaka
Merihaka (suédois : Havshagen) est une zone résidentielle du quartier de Sörnäinen à Helsinki en Finlande.

## Présentation
Merihaka est bâtie d'immeubles en béton de grande hauteur.
Merihaka est en bordure de la mer Baltique à proximité des quartiers de Hakaniemi, Kallio et Sörnäinen, dans la zone située entre le bord de mer, le pont d'Hakaniemi et la route de la rue côtière de Sörnäinen. 
La zone résidentielle est bâtie en partie sur des terre-pleins, durant les années 1970 et 1980.
La zone de Merihaka se caractérise par les principes d'urbanisme des années 1960 et 1970, selon lesquels, en raison de la croissance illimitée du trafic automobile privé, les allées piétonnes et les aires de jeux pour enfants devaient être séparées du réseau routier à un niveau différent.
Pour cette raison, une dalle en béton été construites dans la zone, tout comme à Itä-Pasila, sous laquelle il y a plus d'un millier de places de stationnement. 
La rue Haapaniemenkatu traversant Merihaka est empruntée par les lignes de bus 55 et 502.
Dans les années 2020, le paysage urbain changera un peu, lorsque le pont de Merihaka de 400 mètres sera construit entre Hakaniemenranta et Nihti. 
le pont de Merihaka fait partie de la liaison Kruunusillat. 
L'ancien premier ministre Kalevi Sorsa a habité à Merihaka.

## Galerie

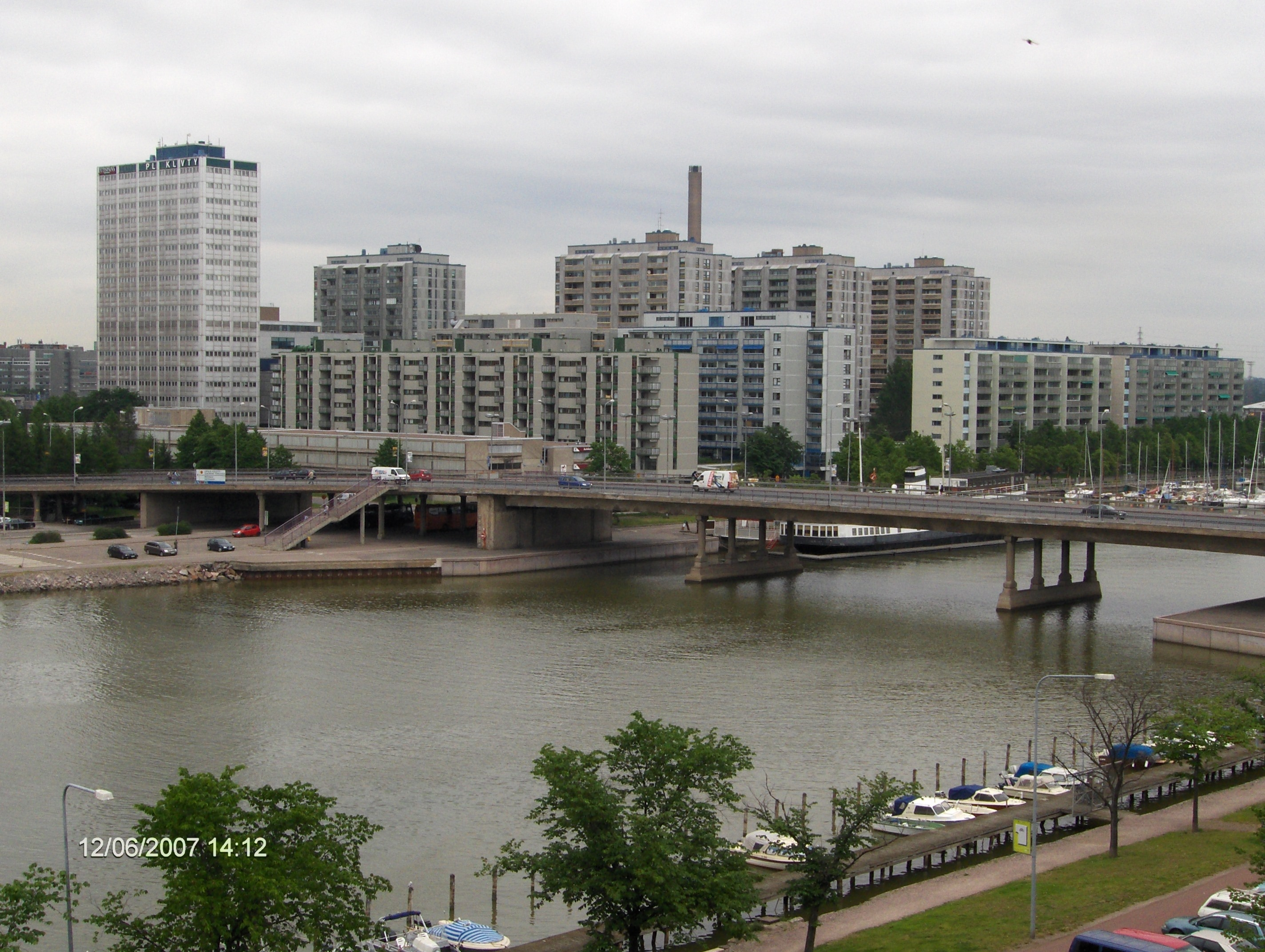
Merihaka
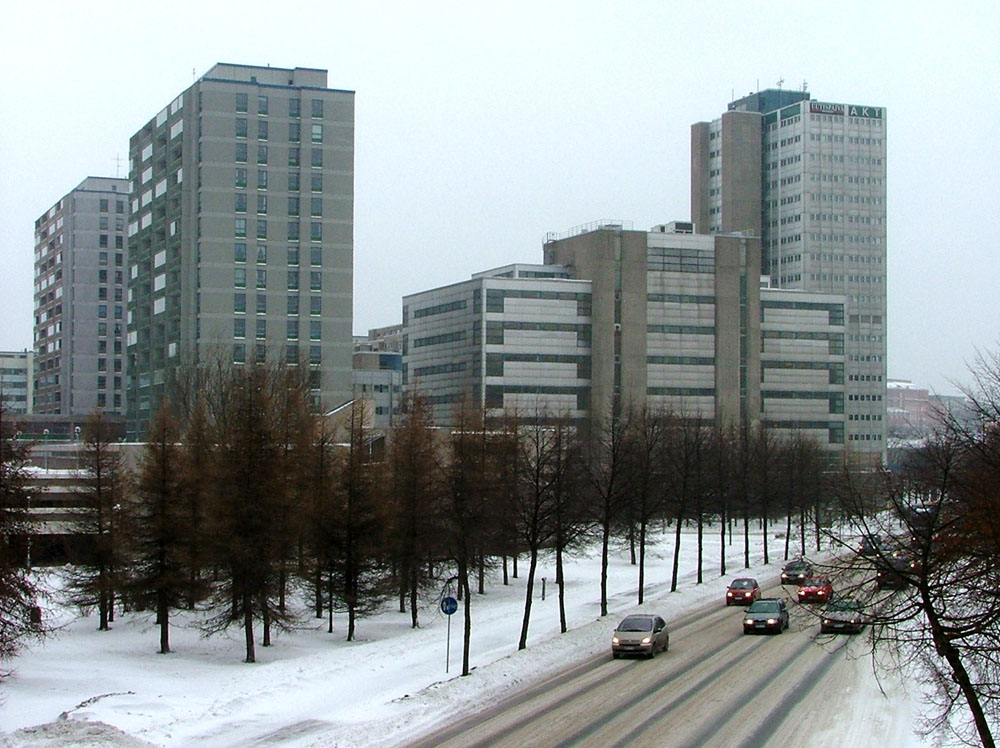
Merihaka en hiver
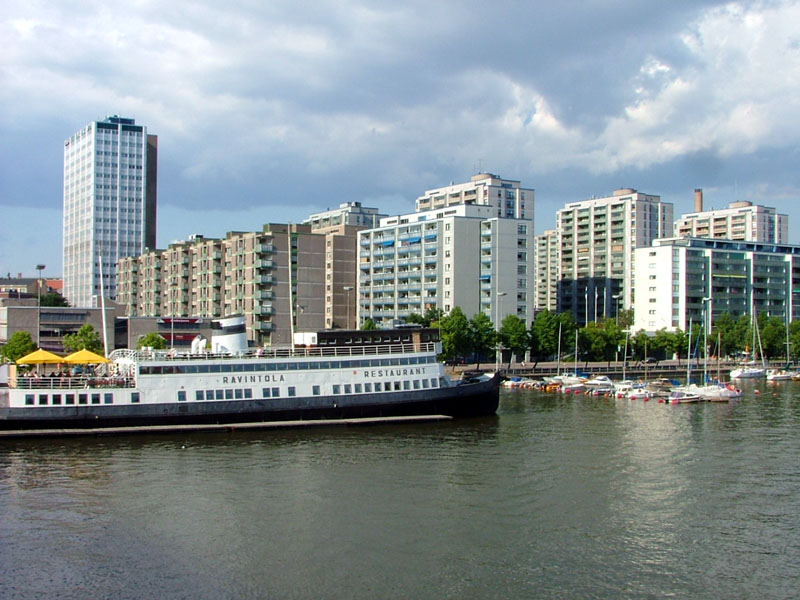
Merihaka.

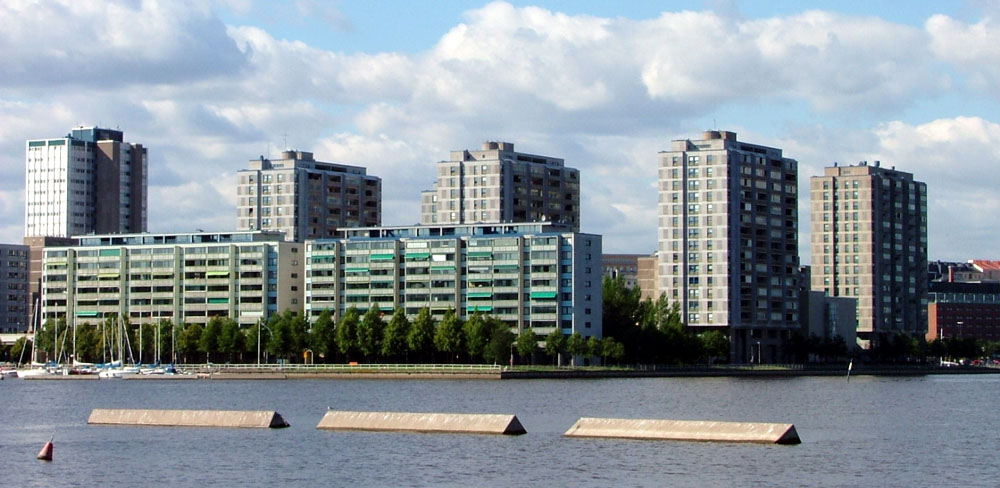
Merihaka vue de Tervasaari
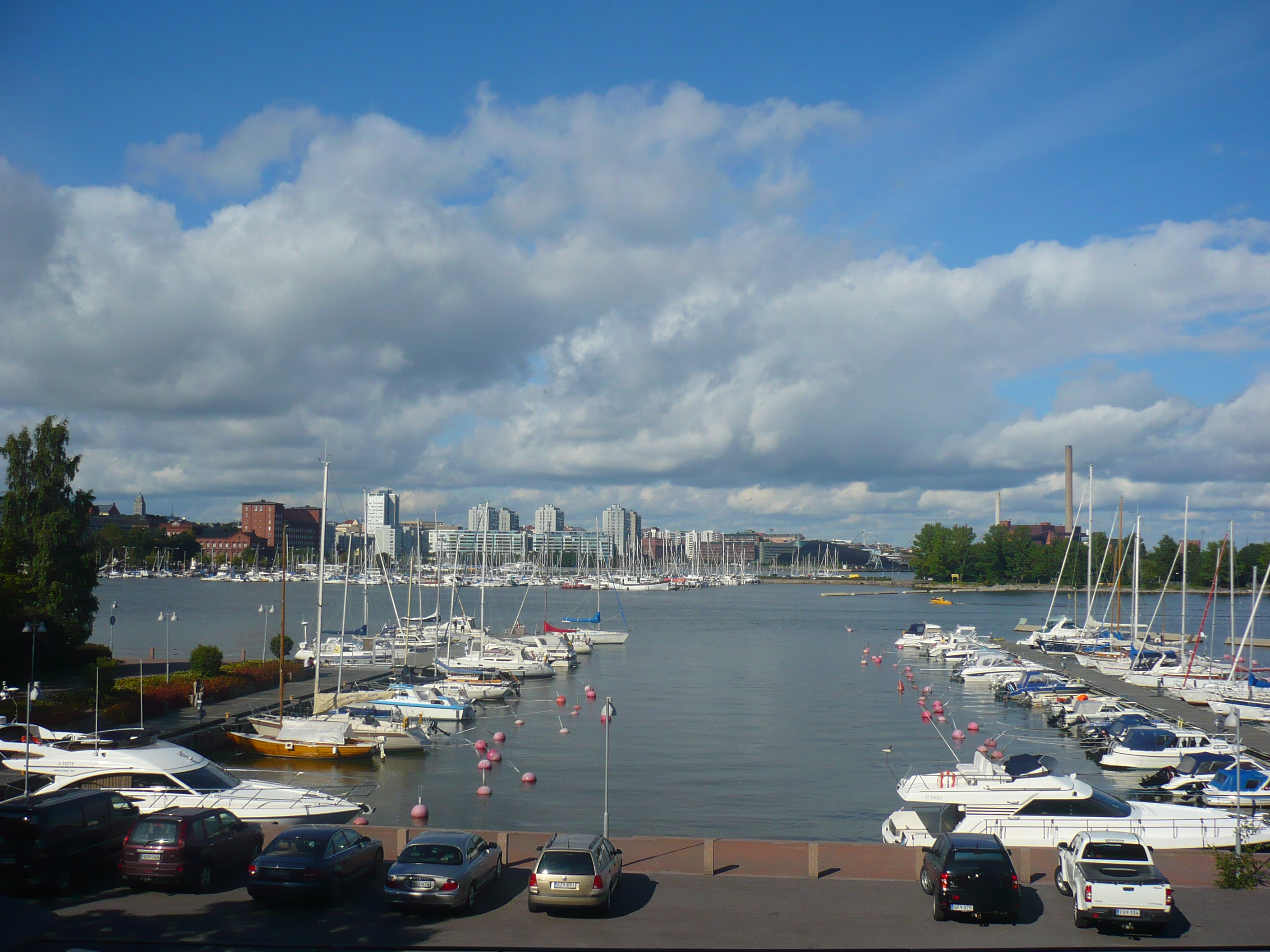
Le port de plaisance.
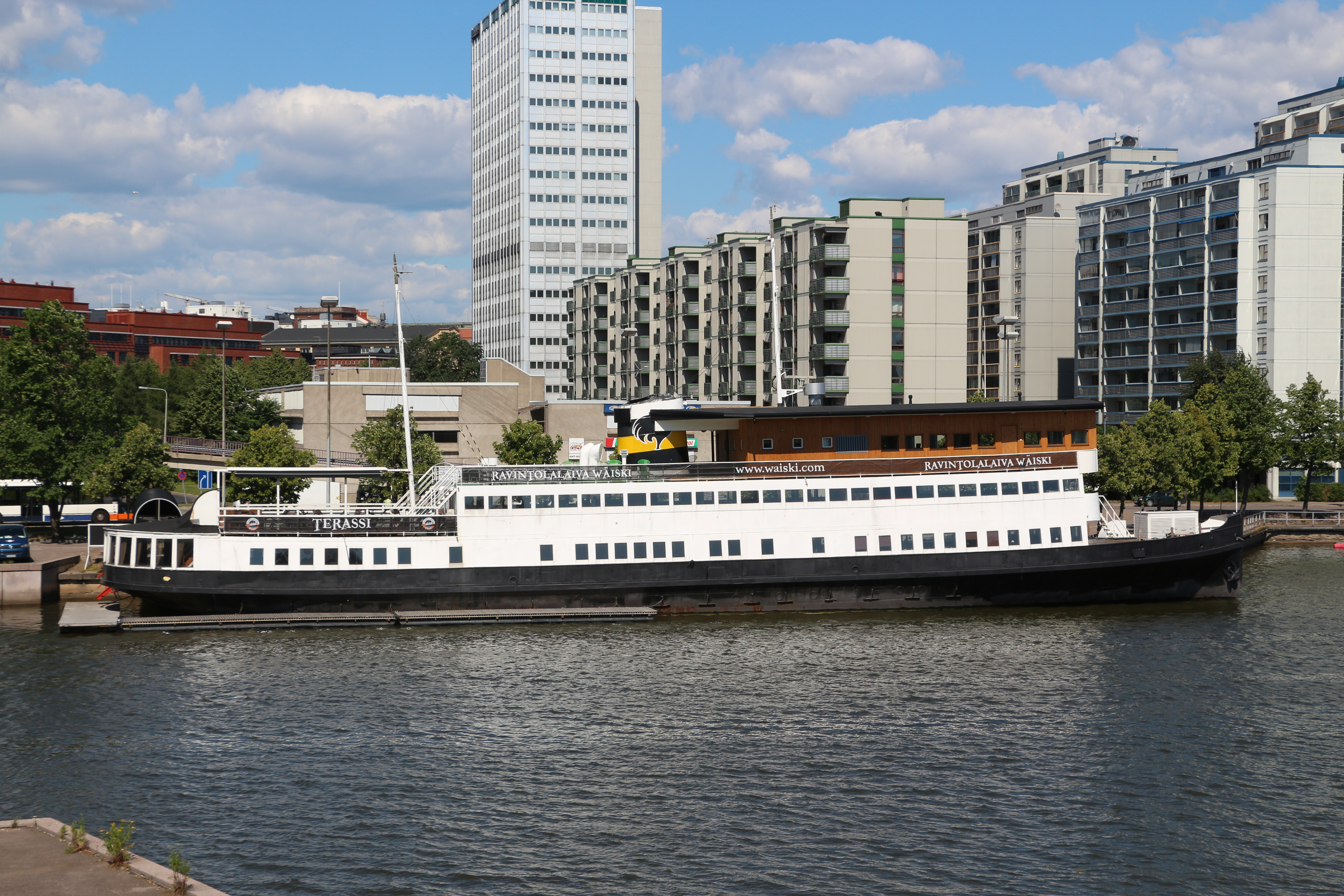
Le bateau-restaurant Wäiski.